# María de la Salud
María de la Salud (oficialmente en catalán: Maria de la Salut) es una localidad y municipio español de la comunidad autónoma de Islas Baleares, situado en el centro de la isla de Mallorca, en la comarca del Llano de Mallorca y al noroeste de la capital. Limita con los municipios de Llubí, Santa Margarita, Ariañy y Sinéu. Cuenta con una población de 2397 habitantes (INE 2024).

## Historia
Hasta la reforma de la nomenclatura municipal de 1916 el municipio se llamaba simplemente María. En dicha fecha su nombre fue modificado por el de María de la Salud. En 1998 la denominación oficial cambió de nuevo, esta vez a Maria de la Salut.

## Demografía
María de la Salud cuenta con una población de 2397 habitantes (INE 2024).
| Gráfica de evolución demográfica de María de la Salud entre 1842 y 2021 |
| |
| Población de derecho según los censos de población del INE. Población de hecho según los censos de población del INE.En estos censos se denominaba María: 1842, 1857, 1860, 1877, 1887, 1897, 1900 y 1910. En estos censos se denominaba María de la Salud: 1920, 1930, 1940, 1950, 1960, 1970, 1981 y 1991. |

## Economía

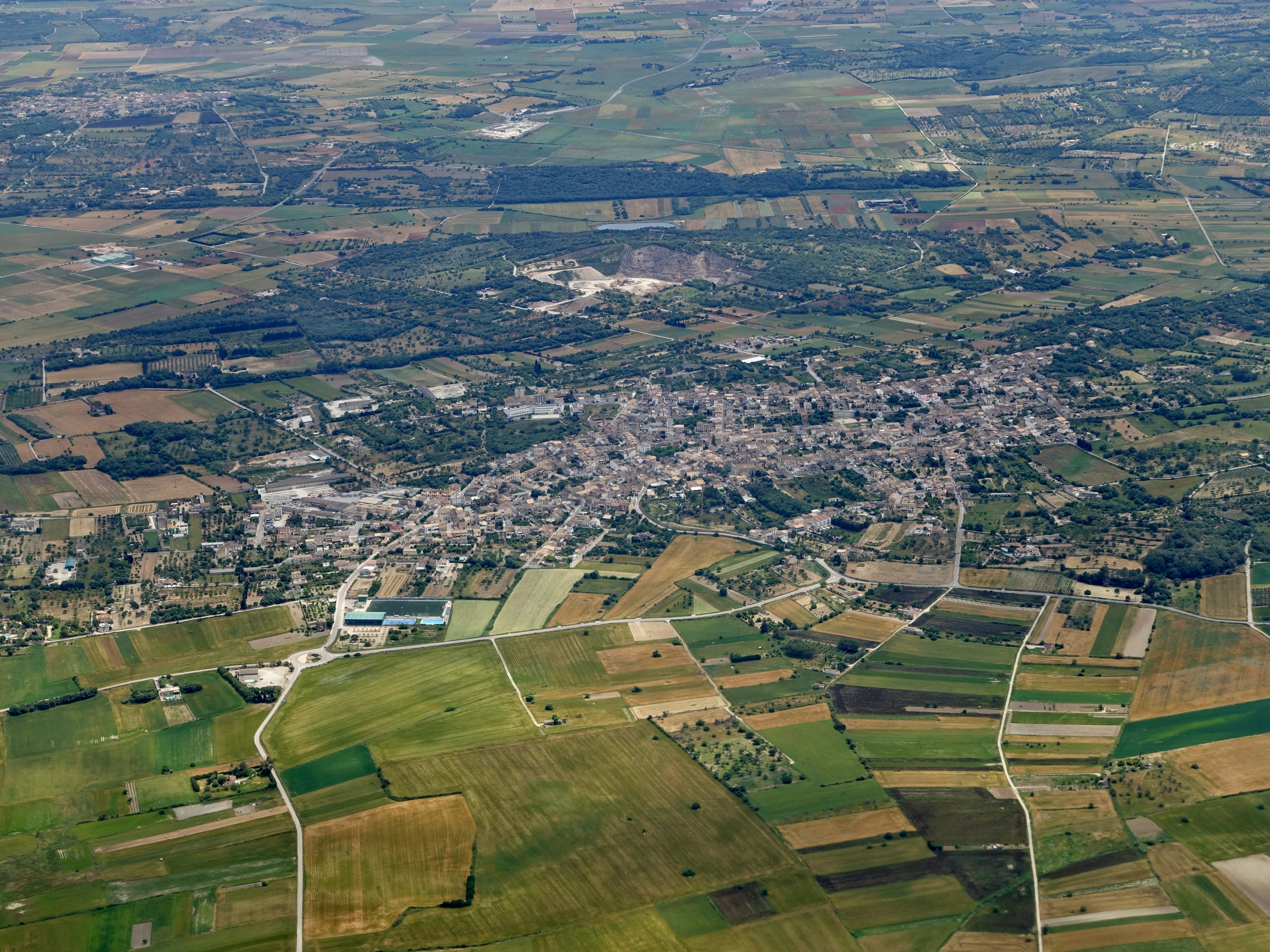
Vista aérea de la localidad

Produce cereales principalmente, aunque también cabe destacar su producción de almendras y garrofas, hortícolas (melón, ajos, tomates o pimientos) y vino. En el municipio se cría ganado ovino, caprino, algo de porcino y aviar.
Destaca por tener varias empresas de elaboración de materiales de construcción, así como gran número de empresas constructoras (viviendas, piscinas, pavimentos y obra pública). Dispone de varias empresas de transformación agraria, así como fábricas de embutidos como la sobrasada. Dispone de pequeños talleres artesanos de herrería, carpintería y carpintería metálica. Existen canteras de grava. Dispone de varios establecimientos turísticos (agroturismo).

## Política
Los resultados en María de la Salud de las últimas elecciones municipales, celebradas en mayo de 2023, son:
| Elecciones Municipales - María de la Salud (2023) | Elecciones Municipales - María de la Salud (2023) | Elecciones Municipales - María de la Salud (2023) | Elecciones Municipales - María de la Salud (2023) | Elecciones Municipales - María de la Salud (2023) |
| Partido político                                  | Partido político                                  | Votos                                             | %Válidos                                          | Concejales                                        |
| ------------------------------------------------- | ------------------------------------------------- | ------------------------------------------------- | ------------------------------------------------- | ------------------------------------------------- |
|                                                   | Partido Popular (PP)                              | 630                                               | 48,27%                                            | 6                                                 |
|                                                   | Más por Mallorca (MÉS)                            | 348                                               | 26,66%                                            | 3                                                 |
|                                                   | Partido Socialista Obrero Español (PSOE)          | 304                                               | 23,29%                                            | 2                                                 |

## Servicios públicos
Dispone de Unidad Básica de Salud, dependiente del PAC de la cercana localidad de Sinéu. La Guardia Civil se encuentra en la cercana localidad de Santa Margarita, carretera de Artá, 28.

## Cultura

### Patrimonio
Su iglesia parroquial conserva una antigua imagen de la Virgen de la Salud, conocida ya, al parecer, en la época dominada por los sarracenos. Cuenta con amplias calles y una plaza, donde se celebra el mercado y sus festejos.

### Festividades
Celebra fiestas patronales el 8 de septiembre, en honor de la Virgen que la villa lleva su nombre. El último domingo de septiembre se celebra una feria de productos de segunda mano, o como es conocido "es baratillo de's pla". En esta localidad tiene lugar el Festival Rock'n'Rostoll, que mezcla diversas formas de expresión artística con la música de vanguardia a nivel local.

## Deportes
Tiene un campo polideportivo para fútbol, tenis, baloncesto, futbito, padel, squash y piscina no climatizada. Es ahí donde se hacen los campeonatos deportivos cada verano.